# Il mugnaio urlante
Il mugnaio urlante è un romanzo dello scrittore finlandese Arto Paasilinna. Libro edito nel 1981; in Italia ha la sua prima edizione per Iperborea nel 1997 e per Guanda nel 2003. Nel 2008, Iperborea ha raggiunto la nona edizione.

## Trama
Il protagonista di questa novella è Gunnar Huttunen, uomo venuto dal sud della Finlandia, di cui non si conosce il passato precedente al suo arrivo nel piccolo paesino della Lapponia dove è ambientato il romanzo.
Huttunen è un uomo volonteroso e caratterizzato da un obiettivo: rimettere in sesto il vecchio mulino abbandonato ormai da troppi anni. Nel complesso è un lavoro estenuante, cui molti avrebbero rinunciato.
La personalità del mugnaio è però molto particolare: delle "stranezze" sono fortemente radicate nella sua natura. Molto spesso, soprattutto durante le notti di luna piena, il protagonista ama ululare alla luna; durante il giorno, quando non è impegnato nella sua attività di rifacimento dell'amata struttura, si diletta ad imitare animali e persone del villaggio.
Queste particolari propensioni di Gunnar non gli recano certo la fama dei concittadini, anzi: la popolazione pian piano comincia ad organizzarsi per far sì che il mugnaio venga rinchiuso in manicomio. L'intento della cittadinanza viene portato a compimento e il povero Huttunen viene recluso nel manicomio di Oulu.
Gunnar non rimarrà molto rinchiuso entro la struttura: evaderà e inizierà una nuova vita da eremita.

## Edizioni italiane
- Arto Paasilinna, Il mugnaio urlante, traduzione di Ernesto Boella, 3ª ed., Milano, Iperborea, 1998  [1981], ISBN 978-88-7091-066-7.